# Działaj Lokalnie
Działaj Lokalnie – działający od 2000 roku program Polsko-Amerykańskiej Fundacji Wolności (PAFW), od początku realizowany przez Akademię Rozwoju Filantropii w Polsce (ARFP).
Głównym celem Programu jest wspieranie i aktywizowanie lokalnych społeczności na terenach wiejskich i w małych miastach poprzez projekty obywatelskie, które służą pobudzaniu aspiracji rozwojowych i poprawie jakości życia oraz przyczyniają się do budowy kapitału społecznego. Program realizowany jest poprzez Sieć Ośrodków Działaj Lokalnie (ODL) – organizacji, które prowadzą lokalne konkursy grantowe, na poziomie gmin i powiatów w Polsce. Za pośrednictwem konkursów rozdzielane są środki przekazane przez PAFW oraz pozyskane od samorządów, przedsiębiorców i osób prywatnych.
ODL są ośrodkami animacji lokalnej, a w realizacji Programu „Działaj Lokalnie” wykorzystują takie narzędzia, jak: programy grantowe, kampanie społeczne i fundraisingowe, działalność poradnicza i szkoleniowa, promocja i rozwój wolontariatu lokalnego oraz dialog z grupami interesariuszy (darczyńcami i partnerami biznesowymi, samorządowymi, organizacjami pozarządowymi i grupami obywatelskimi).
Ośrodki Działaj Lokalnie są apolityczne, działają we współpracy z różnorodnymi partnerami lokalnymi na rzecz wzmacniania kapitału społecznego.
Do 2020 roku w Programie zrealizowano 12250 projektów lokalnych, których całkowita wartość wyniosła 102 mln zł. W 2021 roku Program objął 672 gminy poprzez działania prowadzone w 72 ODL.